# Lithostege obscurata
Lithostege obscurata là một loài bướm đêm trong họ Geometridae.